# Andrea Semenzato
Andrea Semenzato (ur. 12 września 1981 w Wenecji) – włoski siatkarz, grający na pozycji środkowego. 3 razy wystąpił w reprezentacji Włoch.
2 czerwca 2017 roku wziął ślub z siatkarką Valentiną Tirozzi.

## Sukcesy klubowe
Superpuchar Włoch:
- 2000

Liga Mistrzów:
- 2001

Mistrzostwo Włoch:
- 2001

Puchar CEV:
- 2008